# Xenosaurus penai
Xenosaurus penai är en ödleart som 2000 beskrevs av Edmundo Pérez Ramos, Lucia Saldaña de la Riva och den amerikanske herpetologen Jonathan Atwood Campbell. Xenosaurus penai ingår i släktet Xenosaurus, och familjen xenosaurer. IUCN kategoriserar arten globalt som livskraftig. Inga underarter finns listade.

## Utbredning
Xenosaurus penai förekommer endemiskt i delstaten Guerrero i södra Mexiko.